# (506439) 2000 YB2
(506439) 2000 YB2 est un objet transneptunien. 

## Caractéristiques
(506439) 2000 YB2 mesure environ 160 km de diamètre.